# الكأس الأفروآسيوية للأندية 1995
النسخة الثامنة من الأفروآسيوية وكانت بين الترجي التونسي وتاي فارمرز بانك وفاز الترجي.

## الفرق
الترجي الفائز بدوري أبطال أفريقيا
تاي فارمرز بانك الفائز بدوري أبطال آسيا

## الفائز بالبطولة
(اللقب الأول)